# تيرينس ويبر
تيرينس ويبر (بالألمانية: Terence Weber)‏ هو متزلج على الجليد ‏ ألماني، ولد في 24 سبتمبر 1996 في غاير في ألمانيا.

## وصلات خارجية
- تيرينس ويبر على موقع الاتحاد الدولي للتزلج (التزلج النوردي المزدوج) (الإنجليزية)